# The McAuley Schenker Group
Il McAuley Schenker Group è stato un gruppo sleaze metal statunitense fondato dal cantante Robin McAuley e dal chitarrista Michael Schenker a Los Angeles nel 1986. La band era composta da membri tedeschi, irlandesi, statunitensi e britannici e poteva essere considerata un supergruppo poiché tutti i membri avevano solide carriere musicali alle spalle. La band nacque da un'idea del produttore Frank Filipetti, in seguito al mancato successo degli ultimi album del Michael Schenker Group; avendo questa band una storia completamente diversa, la sua discografia non va inclusa in quella del precedente gruppo guidato dal solo Schenker.

## Storia
Newton aveva precedentemente guidato il gruppo di breve durata della fine degli anni '70 The Next Band, che comprendeva anche l'ex batterista dei Def Leppard Frank Noon; il chitarrista Mitch Perry aveva sostituito Yngwie Malmsteen negli Steeler, e aveva suonato nei Talas e ha registrato un album con gli hard rocker australiani Heaven. Il batterista Bodo Schopf proveniva invece dagli Eloy.
Si sono trasferiti a Los Angeles, cercando di sfruttare la crescente popolarità dell'hair metal negli Stati Uniti, genere all'epoca emergente. Pubblicarono tre album in studio dal 1987 al 1990, anno del loro scioglimento, causato dal fatto che Michael Schenker decise di entrare nei Ratt. Negli anni successivi Robin McAuley entrerà nei Survivor, dove rimarrà fino al 2011.
Nel decennio che segue lo scioglimento verranno pubblicati due live della band , tra cui uno acustico.

## Formazioni

### Ultima
- Robin McAuley - voce
- Jesse Harms - tastiera
- Michael Schenker - chitarra
- Mitch Perry - chitarra
- Jeff Pilson - basso
- James Kottak - batteria

### Altri ex membri
- Rocky Newton - basso
- Bodo Schopf - batteria

## Discografia

### Album in studio
- 1987 - Perfect Timing
- 1989 - Save Yourself
- 1990 - MSG

### Live
- 1992 - Nightmare: The Acoustic M.S.G.
- 1993 - Unplugged Live